# Sphagnum fitzgeraldii
Sphagnum fitzgeraldii är en bladmossart som beskrevs av Ferdinand François Gabriel Renauld, Cardot in Lesquereux och T. P. James 1884. Sphagnum fitzgeraldii ingår i släktet vitmossor, och familjen Sphagnaceae. Inga underarter finns listade i Catalogue of Life.